# Ralph Schicha
Ralph Schicha, född 2 oktober 1950 i Moers, Nordrhein-Westfalen, Västtyskland, är en tysk skådespelare.

## Filmografi (urval)
- 2002 - Die Kristallprinzessin
- 1999 - Kanadische Träume - Eine Familie wandert aus
- 1995 – Vendetta
- 1993 - Le Ciel pour témoin
- 1982 - Inside the Third Reich

## Fotnoter
1. ↑  Internet Movie Database, IMDb-ID: nm0771327co0047972, läst: 13 oktober 2015.[källa från Wikidata]
2. ↑  filmportal.de, Filmportal-ID: 4583b6158c194373958b3d70a6c1fcbe, läst: 9 oktober 2017.[källa från Wikidata]